# Vittorio Barbieri
Vittorio Barbieri (Modena, 26 luglio 1915 – Compiobbi, 7 agosto 1944) è stato un partigiano italiano.
Medaglia d'oro al valor militare alla memoria.

## Biografia
Un suo zio materno, il veronese Carlo Montanari, era stato impiccato a Belfiore (con Tito Speri e don Bartolomeo Grazioli) durante la dominazione austriaca. Forse la fine dello zio lo aveva indirizzato verso gli studi storici, tanto che Barbieri si era laureato in scienze politiche con una tesi dal titolo: "Il diritto dei ribelli ad essere considerati belligeranti". Fatto è che all'inizio della Seconda guerra mondiale Vittorio Barbieri era già uno storico affermato.
Chiamato alle armi, aveva partecipato alla campagna di Francia e a quelle di Albania e Montenegro, come tenente degli Alpini.
Allorché fu proclamato l'armistizio, il professore raggiunse Firenze, dove risiedeva la sua famiglia, e col nome di copertura di "Grimani" entrò nella Resistenza. "Grimani", assunto il comando del II Gruppo della Brigata partigiana "Rosselli", lo guidò per mesi in numerose, fortunate azioni contro i nazifascisti. Cadde alla vigilia della liberazione di Firenze, dopo aver ricevuto l'ordine di scendere dai monti con i suoi uomini per partecipare all'imminente battaglia.
Nell'avvicinamento al capoluogo toscano, i partigiani di Vittorio Barbieri ebbero alcuni sanguinosi scontri con i tedeschi. Per meglio localizzarne le postazioni, "Grimani" decise di scendere a valle, in compagnia di un solo partigiano, in avanscoperta. Nella notte del 4 agosto, in prossimità di Fiesole, cadde nelle mani dei tedeschi che, dopo vani interrogatori e sevizie, lo fucilarono contro il muro di cinta della casa colonica "Paretaia", a circa un chilometro dalla parrocchia di Pagnolle. Qui, dopo la Liberazione, sulla strada che unisce Pagnolle a San Clemente, è stato eretto un monumento in ricordo del valoroso partigiano azionista.